# Ausstellungs- und Messe-Ausschuss

Der Ausstellungs- und Messe-Ausschuss der Deutschen Wirtschaft e. V. (AUMA) ist der Interessenverband der deutschen Messewirtschaft. Seine Themen sind Messen und Ausstellungen.
Mitglieder des 1907 gegründeten Vereinigung sind die Spitzenverbände der deutschen Wirtschaft, die deutschen Messe- und Ausstellungsveranstalter, Fachverbände der messeinteressierten Wirtschaft und Verbände von Dienstleistungsunternehmen in der Messewirtschaft.

## Aufgaben
- Vertretung der Interessen der Mitglieder auf nationaler und internationaler Ebene gegenüber Politik, Behörden und anderen Organisationen (Lobbyismus/Public Affairs)
- Information über Messen in Deutschland und weltweit in der kostenlosen Internetdatenbank www.auma.de.
- Koordination von Auslandsmesseaktivitäten deutscher Unternehmen im Rahmen des Auslandsmesseprogramm des Bundes (AMP des BMWK und BMEL) und der Programme der Bundesländer
- Dachmarketing für den deutschen Messestandort und Messen als Kommunikationsmedium
- Anfertigung von Studien zur Messewirtschaft
- Geschäftsführung der Gesellschaft zur Freiwilligen Kontrolle von Messe- und Ausstellungszahlen (FKM)[2]

## Publikationen
- AUMA (Hrsg.): AUMA-Trends 2024/2025. Berlin 2024 (online).
- AUMA (Hrsg.): Erfolgreiche Messebeteiligung – Grundlagen. Berlin 2023, (online).